# Козяк (езеро)
Вижте пояснителната страница за други значения на Козяк.
Козяк (на македонска литературна норма: Козјак) е язовир в западната част на Северна Македония. Разположен е в областта Поречие на река Треска и е дълъг 32 километра и дълбок до 130 метра. Максималното разстояние от единия до другия бряг е 400 метра. Разположен е на надморска височина от 300 метра. Има богат рибен фонд. Основата на язовирната стена е 500 метра, а върхът – 310 метра. Обемът на езерото е 380 000 000 m3.

## Галерия
- Панорама към язовира.
- Язовирът Козяк от връх Фойник над село Брест.